# Andy John
Andrew Thomas Griffith John (généralement connu sous le nom d'Andy John, né le 9 janvier 1964) est un évêque anglican gallois. Il est évêque de Bangor depuis 2008 et a également été Archevêque du pays de Galles, chef de l'Église du pays de Galles, de 2021 jusqu'à l'annonce de sa retraite de ce poste le 27 juin 2025.

## Jeunesse
Originaire d'Aberystwyth, John fréquente Ysgol Penglais avant d'étudier le droit à l'Université du Pays de Galles, à Cardiff. Après avoir obtenu son diplôme en 1986, il étudie la théologie à l'Université de Nottingham, obtenant son diplôme en 1988, suivi d'un diplôme en études pastorales au St John's College de Nottingham en 1989.

## Ministère ordonné
Il est ordonné diacre dans le Diocèse de Saint David's et prêtre à Petertide 1990 (le 30 juin à la cathédrale St Davids par George Noakes (en), Évêque de St David's et archevêque du Pays de Galles). Jusqu'à son élection comme évêque de Bangor, tout son ministère se déroule dans le diocèse de St David's. Il est d'abord vicaire de Cardigan, Y Ferwig et Mwnt de 1989 à 1991, puis d'Aberystwyth de 1991 à 1992. Il est vicaire au bénéfice rectoral d'Aberystwyth de 1992 à 1999. À partir de 1999, il est vicaire de Henfynyw avec Aberaeron et Llanddewi Aberarth, auxquels est ajouté Llanbadarn Trefeglwys en 2005. En 2006, il est nommé vicaire de Pencarreg et Llanycrwys et archidiacre de Cardigan.

### ministère épiscopal
John est élu évêque de Bangor le 9 octobre 2008 et est consacré dans la cathédrale de Llandaff le 29 novembre 2008, avec le nouvel évêque de St David's, Wyn Evans. Il est intronisé dans la cathédrale de Bangor le 24 janvier 2009.
Le 6 décembre 2021, John est élu archevêque du pays de Galles (restant évêque de Bangor) par le Collège électoral de l'Église du Pays de Galles à Llandrindod Wells. Son élection est confirmée immédiatement. Il est officiellement intronisé archevêque du Pays de Galles le 30 avril 2022,. Il devient membre de Gorsedd Cymru en 2023 comme l'ont été deux précédents archevêques du Pays de Galles, Barry Morgan (en) et Rowan Williams.
Le 27 juin 2025, John annonce de manière inattendue sa retraite immédiate de son poste d'archevêque du Pays de Galles et de son poste d'évêque de Bangor à compter du 31 août 2025,. Cela fait suite à la publication de deux rapports critiquant des comportements à la cathédrale de Bangor, où il a été constaté que « les limites sexuelles semblaient floues » et que l'alcool avait été consommé à outrance. Bien que John n'ait pas été lui-même critiqué pour ces manquements, il présente ses excuses à ceux qui ont été blessés ou déçus. Après avoir rencontré l'archevêque, l'Organe représentatif de l'Église du Pays de Galles émet plusieurs recommandations au diocèse et à la cathédrale, se terminant par une déclaration de défiance envers les dirigeants du diocèse,.
L'archevêque John s'identifie à la tradition évangélique de l'anglicanisme. Certaines de ses actions et opinions s'inscrivent également dans la lignée de l'anglo-catholicisme et du libéralisme.

## Vie privée
L'archevêque et sa première épouse, la révérende Caroline John, ont quatre enfants. Après leur divorce, il s'est remarié.